# رضویه (گناباد)
رضویه (گناباد)،که نام اصلی ان رزو می‌باشد   روستایی از توابع بخش کاخک شهرستان گناباد در استان خراسان رضوی ایران است.نام اصلی این روستا رزو است به دلیل رنگ نارنجی  کوههای اطراف ان به رز و رزو شهرت دارد که به صورت کتابی در سال‌های اخیر اشتباها رضویه می نویسند.

## جمعیت
این روستا در دهستان زیبد قرار دارد و براساس سرشماری مرکز آمار ایران در سال ۱۳۸۵، جمعیت آن ۵۵ نفر (۱۹خانوار) بوده‌است.